# مسرح الطهي
مسرح الطهي هو فن تنسيق وتقديم المشهد أثناء خدمة الطعام والمشروبات. يهدف هذا النوع من العروض إلى إضافة جو من الإثارة أو الترفيه للضيوف أو العملاء دون التأثير على طعم الأطعمة أو المشروبات المقدمة لهم. في أبسط أشكاله، قد يشمل ذلك الشموع و/أو الألعاب النارية الموضوعة على كعكة عيد الميلاد، مما يعطي غرفة الطعام أجواءً مثيرة.

## المسرحيات الطهوية في خدمة الطعام
من العادات المعمول بها منذ فترة طويلة في العديد من المطاعم وأماكن الطعام، دمج بعض العناصر المسرحية ضمن تجربة تناول الطعام التي تقدم للزوار.عند تقديم كريب سوزيت في المطاعم المتوسطة إلى الفاخرة، يتم تقديمه تقليديًا عن طريق نقله بالحافلة من المطبخ وإشعال النار فيه قبل وضعه على طاولة العميل. 
مع مرور القرن العشرين، أصبحت عملية تحسين عرض المشروبات، وخاصة الكوكتيلات، أكثر تعقيدًا. قد تشمل هذه التحسينات مهارات متقدمة وسرعة عالية في رمي زجاجات الخمور، تدويرها، التقاطها، والتلاعب بها، مما يضيف عنصرًا مثيرًا إلى تجربة تقديم المشروبات. (إلى درجة أنها كانت من سمات فيلم كوكتيل لعام 1988). 